# Kupitzsches Haus

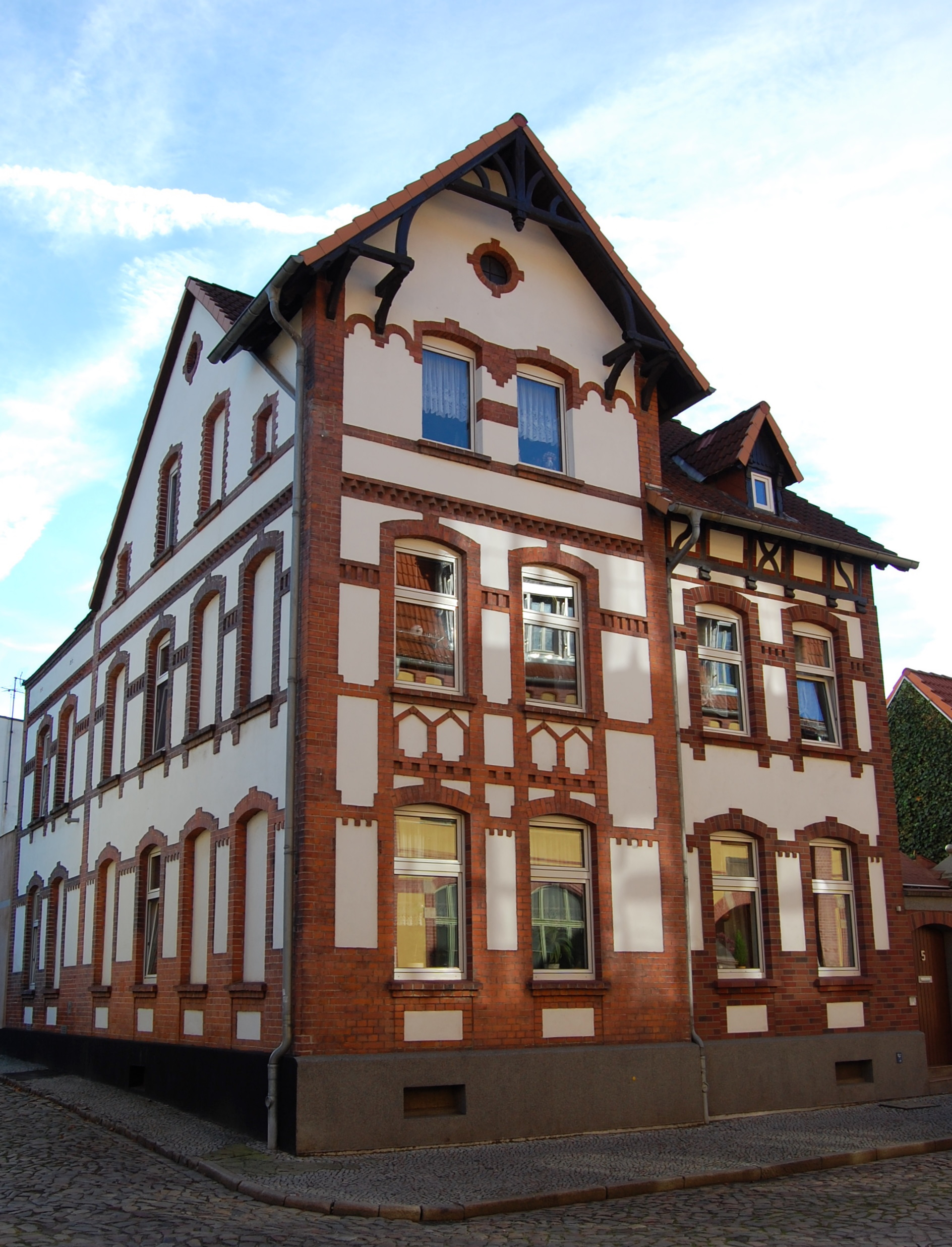
Kupitzsches Haus

Das Kupitzsche Haus ist ein denkmalgeschütztes Wohnhaus im Magdeburger Stadtteil Salbke. Es befindet sich an der Adresse Friedhofstraße 5/Ecke Anstaltstraße.

## Geschichte und Architektur
Das Haus wurde im Jahr 1901 vom Maurermeister Wilhelm Jänecke für den Schmiedemeister August Kupitz errichtet. Jänecke baute etwas später das praktisch baugleiche Friedrichsche Haus in der Salbker Repkowstraße. 1906 wurde zur Anstaltstraße hin ein Anbau angefügt.
Zur Friedhofstraße hin ist die Fassade des Gebäudes vierachsig, wobei die linken zur Straßenecke zeigenden Achsen einen dreistöckigen Risalit bilden, der die Ecklage betont. Der zweistöckige rechte Teil verfügt unterhalb des Daches über eine vorgeblendete Fachwerkkonstruktion. Der Stil ist eklektizistisch, wobei Elemente der Gotik und des Schweizerhausstils zitiert werden. Auffällig ist die vorragende hölzerne verzierte Dachkonstruktion der Satteldächer. Zur Anstaltstraße hin verfügt die Fassade über sechs Achsen, wobei diverse Blindfenster dominieren. Die Fassaden werden von verputzten, von Ziegeln eingerahmten Flächen bestimmt. Die Ziegel wurden zum Teil erneuert.
Die Gestaltung der Fassade durch Ziegelbänder und verputzte Flächen wurde auch im kurze Zeit später auf der gegenüberliegenden Straßenseite errichteten Gebäude der Grundschule Salbke eingesetzt.